# 南沙体育馆
南沙体育馆位于中国广州市南沙区黄阁镇坦尾村。

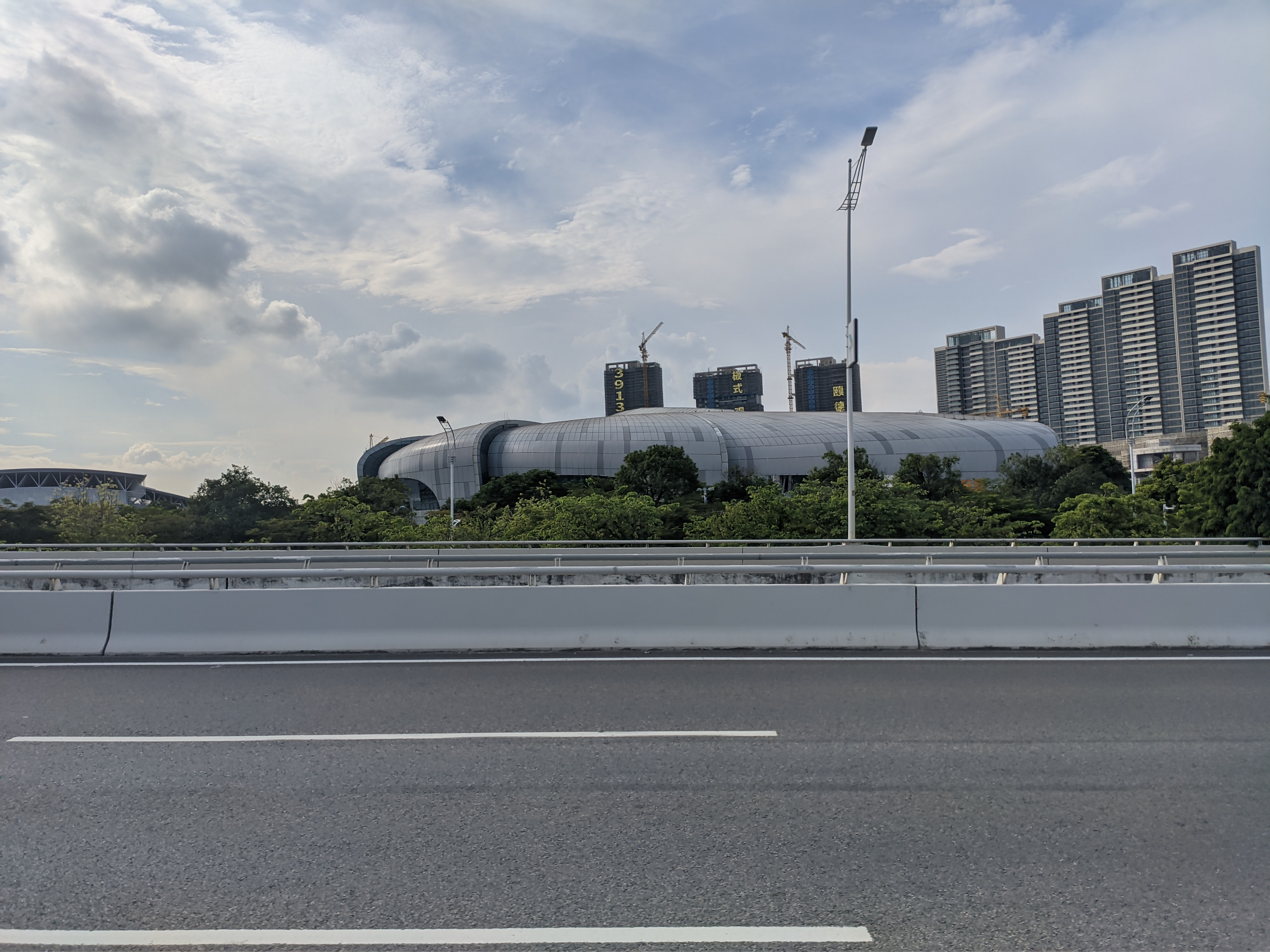
南沙體育館

场馆占地面积12.7公顷，建筑面积30236.3平方米，共设6000个固定座位、2080个临时座位，总投资约4.5亿元。在2010年广州亚运会期间作为武术、卡巴迪比赛场馆，非亚运期间作为南沙区的体育设施使用。工程于2008年10月10日动工建设，2009年6月主体工程封顶，2010年7月14日落成。